# 桃園市中壢區內壢國民小學
24°58′27.66″N 121°15′31.79″E / 24.9743500°N 121.2588306°E
桃園市中壢區內壢國民小學，是一所位於臺灣桃園市中壢區的國民小學，創立於民國29年4月，名為新街國民小學校崁子腳分離教室。民國33年改為崁子腳分校，翌年獨立為崁子腳國民小學。民國39年行政區域劃分改稱桃園縣中壢鎮內壢國民學校，直到民國57年實施九年義務教育。2014年12月25日桃園縣升格直轄市後，改為桃園市中壢區內壢國民小學。
內壢國小是最早在內壢地區成立的國小，從最初的一個分班，歷經全縣最大規模學校之一；在元生國小成立後，規模逐漸縮小。

## 畢業校友
- 侯守倫：中華民國海軍少將，現任海軍124艦隊長，曾任海軍海洋監偵指揮部指揮官。
- 黃宏成台灣阿成世界偉人財神總統：曾經環島蒐集土地、「親吻大地」。

## 學區
1. 內壢里全里、成功里全里、福德里全里。
2. 中原里：1至7鄰、10至30鄰。
3. 忠孝里：1至17鄰。

## 資料來源
- 內壢國小官網 （页面存档备份，存于）